# Пырлин, Евгений Дмитриевич
Евгений Дмитриевич Пырлин (28 сентября 1932 — 2001, Москва)  — советский и российский дипломат, востоковед. Кандидат юридических наук, доктор исторических наук, профессор; академик РАЕН (1994). Главный научный сотрудник Российского института стратегических исследований

## Биография
Родился 28 сентября 1932 года. Окончил МГИМО в 1956 году.
С 1956 года — сотрудник МИД СССР, в 1961-65 гг. работал в посольстве СССР в Ираке. В 1960—1970-х гг. — один из руководителей Ближневосточного отдела МИД СССР.
С 1977 года — сотрудник НИИ комплексных проблем Госкомитета СССР по науке и технике, затем — главный научный сотрудник Российского института стратегических исследований (РИСИ).
Кандидат юридических наук, доктор исторических наук, профессор; академик РАЕН (1994).
Автор трудов по новейшей политике и истории, актуальным проблемам стран Ближнего Востока.
Умер в Москве в 2001 году.

## Публикации
(публиковался также под псевдонимом Евгений Дмитриев)
- Е. Д. Пырлин. Сионизм: идеология и политическая практика (Материал к лекции). — М.: Знание, 1980. — 13 с.
- Дмитриев Е. Палестинская трагедия. — Международные отношения, 1986. — 156 с.
- 100 лет противоборства, 2001
- Трудный и долгий путь к миру: взгляд из Москвы на проблему ближневосточного урегулирования Москва : РОССПЭН, 2002

## Критика
Гершон Трестман (Израиль) считает, что в книге «100 лет противоборства», вышедшей с предисловием посла признанного Россией Государства Палестина, Е. Пырлин представил события арабских беспорядков 1929 года с точки зрения Амина аль-Хусейни. Так, Пырлин пишет о, по его словам, призыве аль-Хусейни к вышедшим из Дамасских ворот арабам «соблюдать порядок, поскольку „Бог с теми, кто терпелив“», но не упоминает о последующем еврейском погроме в Старом городе Иерусалима.